# اکتیو پاور
اکتیو پاور (انگلیسی: Active Power) شرکت تجهیزات الکتریکی آمریکایی است، که در سال ۱۹۹۲ تأسیس شد.